# Chthonius malatestai
Espèce
Chthonius malatestai est une espèce de pseudoscorpions de la famille des Chthoniidae.

## Distribution
Cette espèce est endémique de Vénétie en Italie. Elle se rencontre sur le Pizzoc dans le Cansiglio.

## Publication originale
- Callaini, 1980 : Considerazioni sugli pseudoscorpioni dell'altopiano del Cansiglio. (Notulae Chernetologicae. 4). Animalia (Catania), vol. 6, no 1/3, p. 219-241.